# Nouvel An malgache
 (mars 2015).
Si vous disposez d'ouvrages ou d'articles de référence ou si vous connaissez des sites web de qualité traitant du thème abordé ici, merci de compléter l'article en donnant les références utiles à sa vérifiabilité et en les liant à la section « Notes et références ».

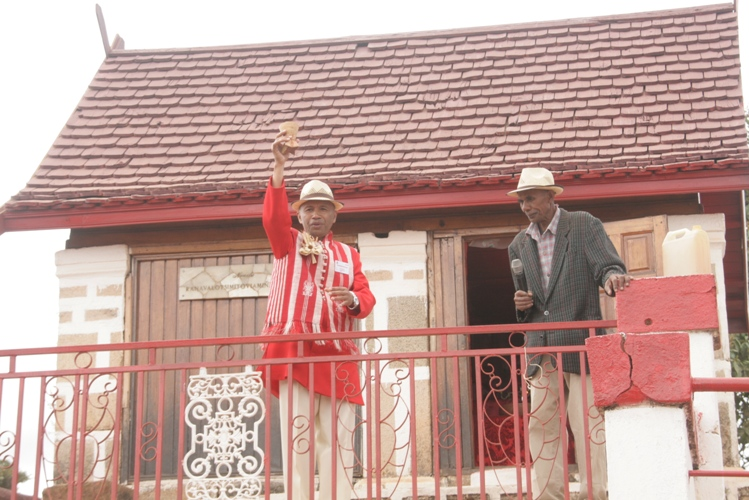
La bénédiction.

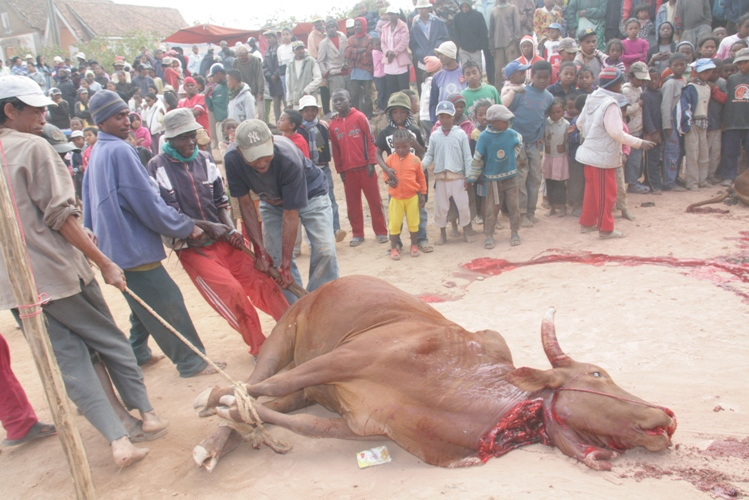
Zébu offert par le peuple.

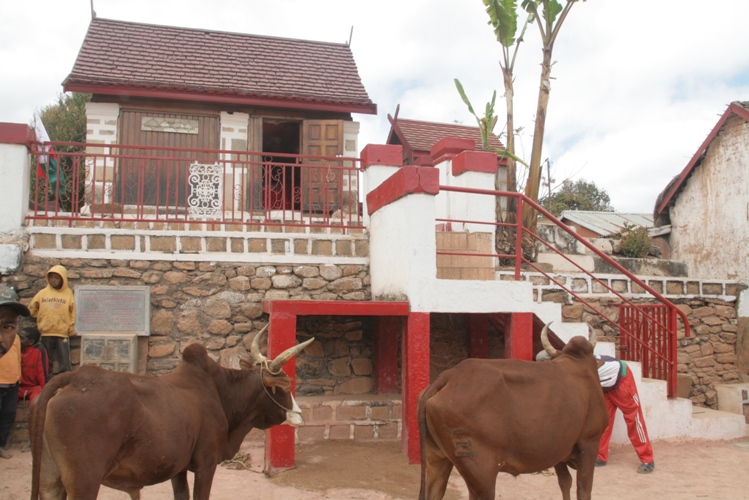
Zébus.

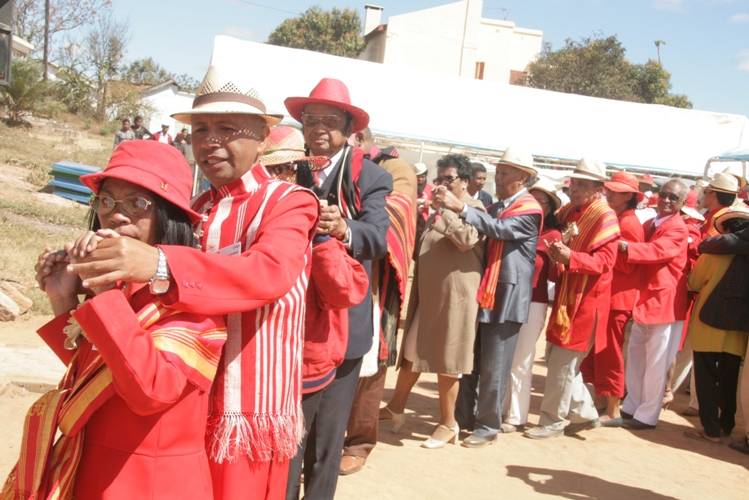
La danse d'ouverture: Afindrafindrao

Le Nouvel An malgache (en malgache Taombaovao Malagasy) est une fête nationale populaire de Madagascar.

## Principe

### Date
Le calendrier malgache se base sur le mouvement astral et les années se comptent en mois lunaires. Le Nouvel An est célébré le premier jour de l'année traditionnelle malgache, Alahamady be, soit au mois de mars du calendrier grégorien.
Le Nouvel An malgache, longtemps relégué à la clandestinité après son interdiction par l’administration coloniale française en 1897, a retrouvé toute sa splendeur depuis le début des années 1990. Ce renouveau reflète l’attachement profond du peuple malgache à ses traditions, soulignant l’importance de préserver et de valoriser les piliers de son identité culturelle.
En janvier 2024, la date est fixée au 11 mars 2024.
Au fil du temps, cette célébration est devenue un symbole marquant de l’identité malgache, reflétant un profond attachement aux racines culturelles et à la transmission des savoirs.

### Déroulé
La nuit précédant le jour de l’An coïncide avec la première lune de l’année calendaire.
Cette fête séculaire véhicule les sept fondements de la philosophie malgache :
- la foi au Créateur (Ilay Nahary) ;
- la valeur de la vie (aina) ;
- le sens du sacré (fahamasinana) ;
- l’entraide et la solidarité (fihavanana) ;
- le sens de l’équité et de la justice (fahamarinana) ;
- le bonheur (fahasoavana) ;
- l’attachement aux héritages ancestraux.

Elle est synonyme de pardon, de réconciliation, de partage, de vœux de prospérité entre les générations.

## Histoire

### Origine
Cette fête existe depuis le XVIe siècle. Elle est créée à l'initiative du roi Ralambo.
Au temps des royautés, elle symbolise le pardon généralisé, qu’il s’agisse de dissensions entre les dirigeants et la population, entre les membres d’une communauté, entre les parents et les enfants, ou encore entre les époux. La veille de la célébration, il était interdit d’abattre et de manger de la viande de bœuf.
Avant que Radama I n'unifie Madagascar vers la fin du XVIIIe siècle, chaque région avait son calendrier et sa manière de célébrer cette festivité.

### Disparition
La fête est abolie officiellement en 1897 par l’autorité coloniale française. Mais elle est toujours célébrée en cachette.